# Protylopus
Protylopus — це вимерлий рід верблюдів, який жив у середньому та пізньому еоцені приблизно 50-40 мільйонів років тому в Північній Америці.
Крім того, що він був найстарішим із відомих верблюдів, він також був найменшим, досягаючи довжини 80 сантиметрів і, ймовірно, важив близько 26 кілограмів. Судячи з його зубів, він, ймовірно, харчувався м’яким листям лісових рослин. Передні ноги протилопа були коротші за задні і закінчувалися чотирипалими лапами. Задні лапи також закінчувалися чотирма пальцями, але більшу частину ваги несли третій і четвертий, тому вона, можливо, піднімалася на задні лапи, як сучасна антилопа геренук, щоб годуватись. Форма пальців припускає, що тварина мала копита, а не подушечки лап сучасних верблюдів.